# Veselko Kovač
Veselko Kovač (Laetus; prvotno ime Ivan), slovenski frančiškan in generalni vikar kitajske misijonske pokrajine Jungčoufu, * 4. junij 1872, Studenec, † 1. marec 1928, (?), Kitajska.

## Življenjepis
Veselko Kovač je v frančiškanski red stopil 25. avgusta 1891, po šolanju na novomeški gimnaziji. Po študiju teologije je bil 19. julija 1896 posvečen v duhovnika. Služboval je v Beljaku in na Svetih Višarjih. Leta 1902 je šel za misijonarja na Kitajsko, kjer je deloval kot rektor semenišča v vikariatu v severni provinci Šantung. Leta 1913 se je vrnil v domovino in začel priprave za ustanovitev nove misijonske pokrajine v južni provinci Hunan, ki so trajale do 1920, ko se je vrnil na Kitajsko, kjer je z vztrajnostjo in trezno razumnostjo ugladil pota, da je končno kongregacija Propagande v Rimu izločila iz italijanskega vikarijata Južni Hunan novo apostolsko prefekturo Jungčoufu ter jo izročila tirolski frančiškanski provinci. Kovač je bil imenovan za proprefekta. Po smrti apostolskega prefekta je Kovač prevzel upravo prefekture. Pred imenovanjem za prefekta je nenadoma umrl.